# Dwergmeerkat
De dwergmeerkat (Miopithecus talapoin) is de kleinste soort van het geslacht dwergmeerkatten (Miopithecus). Er zijn geen ondersoorten.

## Kenmerken
Hij is groen met witte haren, die vanaf de wangen als een waaier uitstralen. De lichaamslengte bedraagt ongeveer 35 cm, de staartlengte ongeveer 40 cm.

## Leefwijze
Zijn voedsel bestaat uit planten en palmnoten, maar ook insecten en andere kleine dieren staan op het menu.

## Verspreiding en leefgebied
Hij leeft in de moeraswouden en mangrovebossen van Gabon en in het oosten van Congo-Brazzaville.

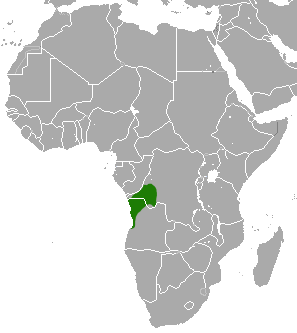
Verspreidingsgebied van de dwergmeerkat